# Danielle Boulianne
Pour les articles homonymes, voir Boulianne.
Œuvres principales
- Babalou et la pyramide du pharaon (2003)
- Voyage au centre d'un vidéopoker (2008)
- Le Remarquable héritage (2011)
- Salut Gilles ! (2014)
- Du hockey pee-wee puis non (2014)
- Profession pilote (2015)
- Gang de ruelle (2016)

Compléments
www.boulianne-danielle.com
Danielle Boulianne née en 1969, est une auteure québécoise pour la jeunesse originaire de Chicoutimi . Elle est titulaire d'un diplôme d'études collégiales en Art et technologie des médias option Radio du Cégep de Jonquière. Elle détient également un baccalauréat en linguistique de l'UQAM de même qu'un certificat comme recherchiste télé. Elle a travaillé en rétro-information de presse pendant une quinzaine d'années avant de se consacrer au sous-titrage et à l'interprétation pour les malentendants, de même qu'à la correction de romans. Elle offre également des animations scolaires.  

## Publications
En 2003, elle publie un premier roman, Babalou et la pyramide du pharaon, aux Éditions de la Paix. En 2005 puis en 2007, elle publie L'oppression de Maléficia et Pour sauver Petit Pou, les tomes 2 et 3 de la série Babalou.
En 2008, publication d'un roman pour adolescent aux Éditions du Phoenix, Voyage au centre d'un vidéopoker.
En 2010, publication de Bienvenue à Rocketville, le premier tome d'une série consacrée à faire lire les jeunes garçons. La série, intitulée en l'honneur de Maurice Richard, le Rocket, comptera neuf titres. Suspense à l'aréna et Le remarquable héritage, les tomes 2 et 3, sont parus en 2011. Toute une recrue, le tome 4 de la série Bienvenue à Rocketville est paru en 2012. Kim St-Pierre, ex-gardienne de but pour Équipe Canada, récipiendaire de trois médailles d'or olympiques, en signe la préface. En 2013, paraît En route pour la coupe, le tome 5 de la série. Henri Richard, ex-joueur des Canadiens de Montréal, en signe la préface. En 2014, la préface de Du hockey pee-wee puis non, tome 6 de la série Bienvenue à Rocketville est signée par Jean Perron, ancien entraîneur des Canadiens de Montréal. La série se poursuit.
Danielle Boulianne a également publié Dana et Dalya en 2013, un roman traitant d'intimidation et d'arthrite chronique juvénile de même que Salut Gilles ! et Profession pilote, les tomes 1 et 2 de la nouvelle série Les Champions, consacrée à différents sports. Dans les deux premiers tomes, on apprend à connaître les boîtes à savon, quelques principes de base de course automobile ainsi que Gilles Villeneuve, pilote pour Ferrari. Suivront d'autres thèmes tels que le parkour et la boxe.
Pour les plus jeunes, Danielle a publié une série parlant de jeunes super-héros qui se nomme Gang de ruelle et même qu'une toute nouvelle série, Parole d'Ophélie, dont le premier tome, La Contrée sauvage, a été publié en 2023. 

## Prix et mentions
- Voyage au centre d'un vidéopoker, Finaliste Jeunesse pour les prix littéraires du Salon du livre du Saguenay-Lac-St-Jean 2009
- Bienvenue à Rocketville : Sélection Communication-Jeunesse[3] et finaliste pour le prix Hackmatack 2011[4]
- Le Remarquable héritage : Sélection Communication-Jeunesse et finaliste Jeunesse pour les prix littéraires du Salon du livre du Saguenay-Lac-Saint-Jean, Salon du livre du Saguenay-Lac-Saint-Jean 2012[5]
- Dana et Dalya : Finaliste Jeunesse pour les prix littéraires du Salon du livre du Saguenay-Lac-Saint-Jean, Salon du livre du Saguenay-Lac-Saint-Jean 2013[6]
- En route pour la coupe : Sélection Communication-Jeunesse 2014
- La Malédiction de Novali Lavoie, finaliste pour le prix Hackmatack 2024.